# Li Ye
Li Ye (chiń. 李野; ur. 26 grudnia 1983 w Changchunie) – chiński łyżwiarz szybki specjalizujący się w short tracku, brązowy medalista igrzysk olimpijskich, multimedalista mistrzostw świata.
Dwukrotnie wystąpił na zimowych igrzyskach olimpijskich. Podczas igrzysk w Salt Lake City w 2002 roku zdobył brązowy medal olimpijski w biegu sztafetowym (wraz z nim w sztafecie zaprezentowali się Li Jiajun, Feng Kai, An Yulong i Guo Wei). Cztery lata później, na igrzyskach w Turynie zajął piąte miejsce w biegu 1500 m i sztafecie, a w biegu na 1000 m został zdyskwalifikowany.
W latach 2001–2006 zdobył osiem medali mistrzostw świata (trzy srebrne i pięć brązowych), sześć medali drużynowych mistrzostw świata (jeden złoty, dwa srebrne i trzy brązowe), pięć medali zimowych igrzysk azjatyckich (trzy srebrne i dwa brązowe) oraz trzy medale zimowej uniwersjady (jeden złoty i dwa brązowe).